# Miss Universe Costa Rica 2025
Miss Universe Costa Rica 2025 fue la 2.ª edición del Miss Universe Costa Rica. Se llevó a cabo el 19 de julio de 2025 por segunda ocasión consecutiva en el Centro Internacional de Convenciones ANDE en San Antonio de Belén, Costa Rica. La final fue transmitida por Gente OPA, dueño de la franquicia de Miss Universo para Costa Rica. En la gala final Elena Hidalgo Ramírez, Miss Universe Costa Rica 2024 y representante de la provincia de San José, coronó a Mahyla Roth Benavides de Cahuita, Limón como su sucesora. Mahyla representará a Costa Rica en el Miss Universo 2025 en Tailandia.

## Antecedentes
El 10 de octubre del 2024 el Canal Opa anunció que para la edición 2025 del certamen por primera vez en la historia del país se llevaría a cabo el proceso de selección de candidatas mediante regiones, las cuales podrán elegir a la delegada que avance directamente a la Gala Final de Miss Universe Costa Rica 2025. 
La ganadora de la edición representará a Costa Rica en Miss Universo 2025 en Tailandia el 21 de noviembre.
Es la primer ocasión que el certamen realiza una gala preliminar en la historia del certamen.

## Resultados
| Posiciones                    | Candidata |
| ----------------------------- | --- |
| Miss Universe Costa Rica 2025 | - Cahuita - Mahyla Roth Benavides |
| Primera finalista             | - Guanacaste - Daniela Pérez |
| Segunda finalista             | - Punta Uva - Kristell Ruiz Freeman |
| Top 5                         | - Golfito - Allison Leaver - Manzanillo - Andrea Montero                                                                                                |
| Top 10                        | - Cartago - Marianlly Alvarado - Limón - Noah Rose - Montes de Oca - Natalia González - Puntarenas - Mariana Morales - Santa Ana - Katherine Bustamante |

### Premios especiales
Durante la gala de elección y coronación se hizo entrega de tres títulos especiales a las candidatas. Estos fueron:
| Premio especiales | Premio especiales                 |
| Título            | Candidata                         |
| ----------------- | --------------------------------- |
| Mejor sonrisa     | Cahuita - Mahyla Roth Benavides   |
| Mejor rostro      | Punta Uva - Kristell Ruiz Freeman |
| Miss elegancia    | Manzanillo - Andrea Montero       |

## Proceso de selección
La Organización puso a disposición a las diferentes regiones y cantones del país la oportunidad de realizar un certamen para poder elegir a su representante que tendrá el pase directo como candidata al concurso.
De igual forma se llevará a cabo un casting nacional para darle la oportunidad a más chicas de poder participar.
En las redes sociales del MUCR se confirmaron las siguientes franquicias regionales:
| Región        | Anunciada               |
| ------------- | ----------------------- |
| Caribe Norte  | 18 de octubre de 2024   |
| Pérez Zeledón | 14 de noviembre de 2024 |
| San José      | 20 de noviembre de 2024 |
| Puntarenas    | 21 de noviembre de 2024 |
| Limón         | 21 de noviembre de 2024 |
| Guanacaste    | 27 de noviembre de 2024 |
| Cartago       | 29 de noviembre de 2024 |

El canal GenteOPA durante 3 semanas realizó un reality show denominado "La academia de reinas" donde se siguió el proceso de preparación en pasarela, imagen, oratoria y demás de las 7 candidatas regionales y 13 precandidatas siendo 5 del casting nacional y 8 de las virreinas de concursos regionales. Al final del proceso solo 15 candidatas aseguraron su presencia en la gala final. 

## Áreas de competencia

### Gala preliminar
El 15 de mayo de 2025 en el Centro de Eventos Grupo Moreno en Pavas, San José, todas las candidatas desfilaron en traje de baño, vestido de gala y traje de fantasía. Durante el evento la directora nacional Yessenia Ramírez dio a conocer los premios especiales que recibirá la ganadora así como la nueva corona, que portará la nueva reina del certamen. Los jueces preliminares tomaran en cuenta la participación de cada candidata para definir el top final. 
La conducción del evento estuvo a cargo de María Alejandra Acosta virreina del año anterior y Alejandra Pérez, presentadora del canal GenteOPA.
Durante el evento se premiaron los mejores 4 trajes de fantasía quedando de la siguiente manera:
| Mejor Traje de Fantasía | Mejor Traje de Fantasía           |
| Posición                | Candidata                         |
| ----------------------- | --------------------------------- |
| Primer lugar            | Guanacaste - Daniela Pérez        |
| Segundo lugar           | Montes de Oca - Natalia González  |
| Tercer lugar            | Cahuita - Mahyla Roth             |
| Cuarto lugar            | Punta Uva - Kristell Ruiz Freeman |

#### Jurado preliminar
- Ivonne Cerdas, Miss Costa Rica 2020
- Shamira Sequeira, psicóloga
- Olga Picado, de la tienda Galatea
- Yessenia Ramírez, directora de Miss Universe Costa Rica

### Gala Final
La gala final se efectuó el 19 de julio de 2025, contó con la presencia de la actual Miss Universo Victoria Kjær, y el conocido "Zar de la belleza" Osmel Sousa estarán presentes en la coronación.
Para la selección de la reina, el 18 de junio se llevó a cabo una entrevista a puerta cerrada con el jurado. En la noche final, las 15 candidatas desfilaron en traje de baño, de donde se seleccionó un Top 10.
Las diez clasificadas realizaron una pasarela en traje de noche, y de ellas se eligió un Top 5. Estas cinco finalistas participaron en una ronda de preguntas: cada una seleccionó al azar una tarjeta de un bol y tuvo un minuto para responder a la pregunta formulada por un jurado elegido de igual manera al azar.
Finalmente, se seleccionó un Top 3. Cada una de las integrantes de este grupo tuvo un minuto para expresar lo que deseaba ante el público presente. De este Top 3, se eligieron la segunda y primera finalista, y, por último, a la nueva reina.
La gala fue conducida por Randall Salazar y Alejandra Pérez, presentadores del canal GenteOPA. Desde el balcón, se contó con la presencia de Mariale Acosta y Alexa Gonzalo, virreina y parte del top 10 del certamen del año anterior. 
El panel de jurados fue conformado por:
- Sheynnis Palacios, modelo, Miss Universo 2023 [11]
- Marisol Soto, empresaria, Mrs Mundo 1995 [12]
- Ivonne Cerdas, modelo, Miss Costa Rica 2020
- Verónica González, modelo y periodista, Miss Costa Rica 2007
- George Wittels, empresario, confeccionador de coronas de certámenes de belleza
- José Luis Castro (El tío de las reinas), influencer, preparador de reinas de belleza

## Candidatas
Se confirmaron 15 candidatas:
| Representación | Candidata             | Edad | Profesión                                         | Estatura |
| -------------- | --------------------- | ---- | ------------------------------------------------- | -------- |
| Cahuita        | Mahyla Roth           | 25   | Modelo y Estudiante de Administración de Empresas | 1.73     |
| Caribe Norte   | Génesis Montenegro    | 18   | Estudiante de Diseño Gráfico                      | 1.70     |
| Cartago        | Marianlly Alvarado    | 28   | Diseñadora de modas y mercadóloga                 | 1.68     |
| Escazú         | María Carolina On     | 30   | Empresaria                                        | 1.77     |
| Golfito        | Alison Leaver         | 29   | Oficinista y contadora                            | 1.76     |
| Guanacaste     | Daniela Pérez         | 28   | Diseñadora de modas                               | 1.68     |
| Limón          | Noah Rose             | 21   | Estudiante de administración                      | 1.60     |
| Manzanillo     | Andrea Montero        | 24   | Modelo y Periodista                               | 1.70     |
| Montes de Oca  | Natalia González      | 26   | Licenciada en Comunicación y Mercadeo             | 1.76     |
| Pérez Zeledón  | Stefanía Soto         | 26   | Licenciada en Contaduría Pública y Docencia       | 1.62     |
| Punta Uva      | Kristell Ruiz Freeman | 28   | Periodista y Licenciada en Producción Audiovisual | 1.67     |
| Puntarenas     | Mariana Morales       | 21   | Estudiante de Medicina y Cirugía                  | 1.70     |
| San Ana        | Katherine Bustamante  | 29   | Licenciada en Recursos Humanos                    | 1.68     |
| San Isidro     | Mónica Solano         | 33   | Estudiante de Diseño Gráfico                      | 1.77     |
| San José       | Nicole Fernández      | 30   | Modelo y estudiante de enseñanza                  | 1.71     |

## Datos relevantes de la edición
- Por primera vez en el certamen una Miss Universe será jurado.
- Es la primera vez que se realizan concursos regionales, siendo Alajuela y Heredia las únicas regiones que no los llevan a cabo por no contar con franquiciadores.
- Por primera vez el certamen realizará una competencia preliminar.
- La provincia de San José al igual que Limón son las que mayor representantes cuentan con 6 en total cada provincia.
- Es la primera ocasión que la Provincia de Limón cuenta con una gran representación con 6 candidatas.
- Natalia González, representante de la provincia de San José regresa a la competencia luego de su participación en Miss Costa Rica 2023 donde se colocó como la primera Finalista y Virreina.
- Kristell Ruiz Freeman, representante de la provincia de Limón regresa a la competencia luego de su participación en Miss Costa Rica 2022 donde se colocó como la primera Finalista y Virreina.
- Alison Leaver, representante de Golfito, se convierte en la primer candidata con tatuajes en la historia del certamen.

### Datos regionales
- Heredia y Alajuela: se retiran de la competencia al no avanzar ninguna representante de ambas provincias a las candidatas oficiales.